# Agromyza woerzi
Agromyza woerzi este o specie de muște din genul Agromyza, familia Agromyzidae, descrisă de Franz Groschke în anul 1957.
Este endemică în Germania. Conform Catalogue of Life specia Agromyza woerzi nu are subspecii cunoscute.